# 倶知安駐屯地
倶知安駐屯地（くっちゃんちゅうとんち、JGSDF Camp Kutchan）は、北海道虻田郡倶知安町字高砂232-2に所在し、北部方面対舟艇対戦車隊等が駐屯する陸上自衛隊の駐屯地である。

## 概要
駐屯地司令は、北部方面対舟艇対戦車隊長が兼務。最寄の演習場は、高嶺演習場とニセコ演習場。全国でも珍しく駐屯地内に、基本射場が設けられている。
倶知安町の隣、磯谷郡蘭越町には「ニセコ演習場」があり、冬季訓練が盛んで、冬季遊撃（レンジャー）教育もここで行われている。
冷戦終結後に陸上自衛隊の部隊削減によって駐屯していた第29普通科連隊が廃止され、その際に駐屯地も同時に廃止される予定であったが周辺自治体の反対によって、真駒内駐屯地から第11対戦車隊を、函館駐屯地から第28普通科連隊第4普通科中隊を移駐し、廃止を免れた。

## 沿革
- 1955年（昭和30年）9月1日：倶知安駐屯地開設[1]。第18普通科連隊第2大隊が真駒内駐屯地から移駐。
- 1956年（昭和31年）1月25日：第7混成団新編に伴い、第18普通科連隊はその隷下に編入。
- 1962年（昭和37年）1月18日：第11師団編成に伴い、第18普通科連隊第2大隊を母体に第29普通科連隊が編成完結。
- 1996年（平成8年）
  - 3月18日：

  1. 第11対戦車隊の一部が真駒内駐屯地から移駐。
  2. 第343施設中隊準備隊が函館駐屯地から移駐。
  3. 第29普通科連隊からの人員受け入れ業務を開始。

  - 3月28日：第29普通科連隊が廃止。
  - 3月29日：

  1. 第11対戦車隊が真駒内駐屯地より正式に移駐（第29普通科連隊の対戦車特技者約30名程度を受け入れ）し、駐屯地司令職指揮権を移譲。
  2. 第28普通科連隊第4普通科中隊が函館駐屯地から移駐（但し実人員は、第29普通科連隊の1個中隊分約150名程度の隊員で編成）。
  3. 第1陸曹教育隊上級陸曹教育中隊が東千歳駐屯地から移駐（基幹要員の殆どを、第29普通科連隊の隊員を受け入れて編成）。
  4. 第343施設中隊が函館駐屯地から移駐（第29普通科連隊本部管理中隊施設作業小隊および施設科職種を持つ同連隊所属の隊員55名を受け入れ）。
- 2000年（平成12年）3月28日：

1. 第13施設群改編により、第343施設中隊が第361施設中隊に改称。
2. 北部方面後方支援隊隷下部隊として、第101施設直接支援大隊第3直接支援中隊倶知安派遣隊（第361施設中隊を支援）が新編。

- 2004年（平成16年）3月29日：第1陸曹教育隊上級陸曹教育中隊が北部方面教育連隊上級陸曹教育中隊に改編。
- 2008年（平成20年）
  - 3月25日：

  1. 第11対戦車隊を廃止。
  2. 第28普通科連隊第4普通科中隊を廃止。

  - 3月26日：

1. 北部方面隊直轄の北部方面対舟艇対戦車隊が新編（第11対戦車隊を基幹に、第28普通科連隊第4普通科中隊の各特技者を受け入れて編成）。
2. 北部方面後方支援隊隷下部隊として、第301対舟艇対戦車直接支援隊が新編（主に、北部方面後方支援隊隷下部隊からの隊員で、一部第11対戦車隊と第28普通科連隊第4普通科中隊の隊員を受け入れて編成）。
3. 第３施設団改編により、第3施設団第13施設群第361施設中隊が北部方面施設隊第13施設隊第361施設中隊に改称。

- 2011年（平成23年）4月22日：北部方面混成団の新編により、北部方面教育連隊上級陸曹教育中隊を第1陸曹教育隊上級陸曹教育中隊に改編。
- 2015年（平成27年）3月26日：北部方面会計隊の改編に伴い、第333会計隊を廃止し第325会計隊倶知安派遣隊に改編。
- 2017年（平成29年）3月27日：

1. 北部方面情報隊隷下部隊として、北部方面移動監視隊が新編。
2. 第3施設団再編により、北部方面施設隊第13施設隊第361施設中隊が第3施設団第13施設群第361施設中隊に改称。

- 2025年（令和07年）3月24日：北部方面移動監視隊を廃止し、北部方面情報隊隷下の北部方面情報収集隊を新編。

## 駐屯部隊

### 北部方面隊隷下部隊
- 北部方面対舟艇対戦車隊
- 北部方面情報隊
  - 北部方面情報収集隊
- 第3施設団
  - 第13施設群
    - 第361施設中隊
- 北部方面混成団
  - 第1陸曹教育隊
    - 上級陸曹教育中隊
- 北部方面後方支援隊
  - 第301対舟艇対戦車直接支援隊：北部方面対舟艇対戦車隊を支援
  - 第101施設直接支援大隊
    - 第3直接支援中隊
      - 倶知安派遣隊：第361施設中隊を支援
- 北部方面システム通信群
  - 第101基地システム通信大隊
    - 第314基地通信中隊
      - 倶知安派遣隊
- 北部方面会計隊
  - 第325会計隊
    - 倶知安派遣隊
- 倶知安駐屯地業務隊

### 防衛大臣直轄部隊
- 警務隊
  - 北部方面警務隊
    - 第120地区警務隊
      - 倶知安派遣隊

## 過去の駐屯部隊（廃止、改編、移駐等）
- 1996年（平成8年）3月28日廃止
  - 第29普通科連隊「29普-本」：
- 2000年（平成12年）3月27日廃止
  - 第343施設中隊「343施」：第13施設群改編により、第361施設中隊に改称。
- 2004年（平成16年）3月29日廃止
  - 第1陸曹教育隊上級陸曹教育中隊「1曹教-上」：北部方面教育連隊上級陸曹教育中隊に改編。
- 2008年（平成20年）3月25日廃止
  - 第11対戦車隊「11対戦」：北部方面対舟艇対戦車隊に改編。
  - 第28普通科連隊第4中隊「28普-4」：
  - 第3施設団13施設群第361施設中隊「13施群-361」：北部方面施設隊第13施設隊第361施設中隊に改称。
- 2011年（平成23年）4月22日廃止
  - 北部方面教育連隊上級陸曹教育中隊「北方教-上」：北部方面混成団の新編により、第1陸曹教育隊上級陸曹教育中隊に再編。
- 2015年（平成27年）3月26日廃止
  - 第333会計隊「333会」：北部方面会計隊の改編により、第325会計隊倶知安派遣隊に改編。
- 2017年（平成29年）3月27日廃止
  - 北部方面施設隊第13施設隊第361施設中隊「13施-361」：第3施設団第13施設群第361施設中隊に改称。

- 2025年（令和07年）3月24日廃止
  - 北部方面移動監視隊「北方移監」：北部方面情報隊隷下の北部方面情報収集隊を新編。

## 最寄の幹線交通
- 高速道路：
- 一般道：国道5号、国道276号、国道393号、北海道道58号倶知安ニセコ線、北海道道478号京極倶知安線、北海道道631号ニセコ高原比羅夫線
- 鉄道：JR北海道函館本線 倶知安駅
- 港湾：函館港、（重要港湾）、岩内港、（地方港湾）
- 飛行場：函館空港（第二種空港）、鹿部飛行場、八雲飛行場（その他の飛行場）